# Егерт фон Мантойфел
Егерт фон Мантойфел (на немски: Eggert von Manteuffel; † януари 1613) е господар в Арнхаузен и Полчин в Померания, спомент в документи от 1567 до 1612 г.
Той е син на тайния съветник и дворцов маршал в Померания полковник Карстен фон Мантойфел (1523 – 1585), господар в Арнхаузен и Полчин, и съпругата му Анна фон Тесен, дъщеря на дворцовия маршал в Щетин Мартен фон Тесен († сл. 1552) и Анна Лойтц. Внук е на Конрад (Курт) фон Мантойфел (1535 – 1537) и Елизабет фон Клайст. Правнук е на Егерт фон Мантойфел († 1515), който придружава херцог Богислав X в Светата земя. Роднина е на Еразмус фон Мантойфел-Арнхаузен († 1544), епископ на Камин (1521 – 1544).

## Фамилия
Егерт фон Мантойфел се жени 1581 г. за Маргарета фон Бланкенбург († 18 ноември 1616), дъщеря на тайния княжески съветник на Курфюрство Бранденбург Юрген фон Бланкенбург (1509 – 1597) и Анна фон Арним († 1599), сестра на Бернд IV фон Арним (1542 – 1611), дъщеря на фогт и тайния съветник Ханс VIII фон Арним († 1553) и Елизабет фон Бюлов († 1548). Те имат седем деца:
- Георг фон Мантойфел ’Стари’ (* 28 октомври 1586, Арнхаузен; † 13 януари 1627, Алт-Щетин), дворцов юнкер на херцог Филип
- Кристиан фон Мантойфел († 1626), женен за	Сидония фон Узлар († пр. 31 май 1653)
- Курт фон Мантойфел (* 15 май 1601; † 26 юни 1620)
- Егерт (Екард) фон Мантойфел († 1626)
- Анна Маргарета фон Мантойфел († пр. 1623)
- Сабина фон Мантойфел, омъжена 1606 г. за Йоахим Ернст фон Бонин (* пр. 1606; † сл. 1623)
- Елизабет фон Мантойфел († 11 март 1650)